# ماریاما با
ماریاما با (به فرانسوی: Mariama Bâ) (زاده ۱۷ آوریل ۱۹۲۹ - درگذشته ۱۷ اوت ۱۹۸۱) نویسنده قرن بیستم میلادی اهل سنگال بود.